# Leif Hansson
Leif Hansson (Ystad, Comtat d'Escània, 12 de març de 1946) va ser un ciclista suec que competí a la dècada de 1970. Del seu palmarès destaca la medalla de bronze al Campionat del Món de contrarellotge per equips de 1973. Va participar en dues edicions dels Jocs Olímpics.

## Palmarès
- 1971
  -  Campió de Suècia en contrarellotge per equips